# Убийство Асры Панахи
12 октября 2022 года иранский подросток Асра Панахи (перс. اسراء پناهی‎) 15 лет была убита во время протестов в связи со смертью Махсы Амини в городе Ардебиль. Она была среди группы учениц средней школы для девочек Шахед, которые, как сообщается, отказались присоединиться к проправительственной демонстрации и исполнить песню «Салам Фарманде». Сообщается, что учеников избили иранские сотрудники сил безопасности в штатском, вызванные в школу. Асра Панахи скончалась в больнице Фатеми в Ардебиле от тяжёлых травм.

## Жизнь
Асра Панахи родилась 5 марта 2007 года в Ардебиле, Иран. Она была азербайджанкой по национальности.
Несмотря на молодой возраст Асра Панахи была известна как пловчиха. Среди прочего, в плавании азербайджанских девушек вольным стилем на Кубке Азербайджана 2017, проходившем 28–29 ноября 2018 года, она получила бронзу на дистанциях 50 и 100 метров вольным стилем. Она также получила третье место (бронзу) в двух других категориях: в личном первенстве (возрастная группа 11–12 лет) и в командном плавании вольным стилем (возрастная группа 11–12 лет) на дистанции 4 × 50 метров. Эти соревнования проводились в бассейне Абадгаран в Тебризе
.
Асра Панахи также была выбрана лучшим пловцом в возрастной группе до 12 лет в женской лиге плавания провинции Восточный Азербайджан в 2017 году. В сентябре 2018 года в качестве представителя провинции Восточный Азербайджан участвовала в олимпиаде лучших плавательных талантов Ирана и в возрастной группе 13–14 лет заняла шестое место в стране в плавании на 50 метров на спине.

## Смерть
Асра Панахи была убита 12 октября 2022 года после того, как иранские сотрудники сил безопасности в штатском штурмовали среднюю школу для девочек Шахед в Ардебиле. Должностные лица школы пытались заставить учеников принять участие в проправительственной демонстрации, где они должны были спеть «Салам Фарманде» — идеологическую песню, восхваляющую Али Хаменеи. Некоторые школьницы, собравшиеся в школе, отказались участвовать в протесте против убийства Махсы Амини, правительства и обязательного насильственного ношения хиджаба. Родитель одного из учеников рассказал, что учителя и ученики скандировали «Смерть диктатору». Сотрудники школы вызвали сотрудников службы безопасности, которые напали на учеников, как сообщается, избили их и арестовали 10 девочек. Асра Панахи была среди 12 учениц, которых пришлось доставить в больницу Фатеми после нападения. Она умерла от тяжёлых травм, включая внутреннее кровотечение.

## Реакция
Убийство Асры Панахи стало призывом к демонстрациям, особенно в Ардебиле, где демонстранты требовали конца Исламской Республики. 15 октября 2022 года в Ардебиле прошли крупномасштабные протесты и демонстрации в связи со смертью Асры Панахи.
Обстоятельства смерти Панахи оспариваются официальными лицами. Новостная сеть Dana, связанная с Корпусом стражей исламской революции, показала видеоинтервью с человеком в маске, который сказал, что он дядя Панахи. Он сказал, что у Панахи был врождённый порок сердца и она умерла посреди ночи после того, как её доставили в больницу, подчеркнув, что её смерть «не была связана с каким-либо митингом или восстанием». Представители иранского правительства и правительственные информационные агентства заявили, что у Асры Панахи якобы было заболевание сердца. Её дядя дал интервью, которое было опубликовано по государственному телевидению, в котором утверждалось, что её смерть была вызвана проблемой с сердцем, а не силами безопасности, аналогично интервью некоторых родственников Ники Шакарами и Сарины Эсмаилзаде. Депутат парламента от Ардебиля Казем Мусави заявил, что Асра Панахи покончила жизнь самоубийством. Брат Асры Панахи не выдержав оказанного на него давления в связи с обстоятельствами смерти сестры покончил жизнь самоубийством. 
Хасан Амели, член Иранской ассамблеи экспертов и имам Джума мечети Ардебиля, заявили в интервью, что студентов нельзя было брать на церемонию Салам Фарманде в Ардебиле без разрешения их родителей. Они отрицали, что Асра Панахи была убита силами безопасности, и поддержали утверждение о том, что она умерла естественной смертью.
Координационный совет профсоюзных организаций иранских работников образования первоначально сообщил, что смерть Асры Панахи произошла в результате нападения силовиков в штатском на школу. Через несколько часов они внесли поправки в своё заявление, уточнив, что не могут ни подтвердить, ни опровергнуть смерть ученицы.
Али Даеи, бывший иранский футболист и менеджер, отметил: 

Молчание, вызванное давлением правительства на протесты и осквернение студентов Технологического университета Шарифа, где я развивал свою научную базу и знания в этом учебном заведении, привело сегодня к нападение на невинных учеников в школах Ардебиля. Оно привело к избиению школьников и пролитию крови других моих дочерей в моём родном городе Ардебиль; это молчание имеет цену смерти и каждый день вызывает новый жар в сердце Ирана, что является предательством человечества и моей страны.

## Память
Азербайджанско-тюркский композитор Арья Торканбори написал музыкальное произведение посвящённое Асра Панахи.